# Liste de journaux satiriques
Cet article dresse une liste non exhaustive de journaux et magazines satiriques.

## Classement
| Nom                            | Pays                                                                            | Lieu de publication                                                                 | Première édition | Dernière | Commentaires |
| ------------------------------ | ------------------------------------------------------------------------------- | ----------------------------------------------------------------------------------- | ---------------- | -------- | --- |
| 100Most (en)                   | Japon                                                                           | Hong Kong                                                                           | 2013             | 2018     | |
| Academia Cațavencu             | Roumanie                                                                        | Bucarest                                                                            | 1991             | en cours | |
| L'Asino                        | Italie                                                                          | Rome                                                                                | 1892             | 1925     | le nom signifie « L'Âne » |
| L'Assiette au beurre           | France                                                                          | Paris                                                                               | 1901             | 1912     | |
| Bałamut (pl)                   | Russie                                                                          | Saint-Pétersbourg                                                                   | 1830             | 1836     | magazine satirique polonais publié dans l'Empire russe. |
| Il Becco Giallo                | Italie                                                                          | Rome                                                                                | 1924             | 1931     | |
| El Be Negre (en)               | Espagne (région Catalogne)                                                      | Barcelone                                                                           | 1931             | 1936     | brièvement relancé en 1979 sous le titre Amb potes rosses |
| Berliner Wespen                | Allemagne                                                                       | Berlin                                                                              | 1868             | 1891     | précurseur de Hamburger Wasps et successeur de German Wasps |
| La Campana de Gràcia (en)      | Espagne (région Catalogne)                                                      | Barcelone                                                                           | 1870             | 1934     | publication suspendue en 1872, 1874 et 1890, et remplacée par L'Esquella de la Torratxa (en) |
| Caras y Caretas                | Argentine                                                                       | Montevideo                                                                          | 1898             | 1941     | |
| La Caricature                  | France                                                                          | Paris                                                                               | 1830             | 1843     | |
| La Caricature                  | France                                                                          | Paris                                                                               | 1880             | 1904     | |
| Le Canard enchaîné             | France                                                                          | Paris                                                                               | 1915             | en cours | |
| Le Charivari                   | France                                                                          | Paris                                                                               | 1832             | 1937     | |
| Charlie Hebdo                  | France                                                                          | Paris                                                                               | 1969             | en cours | publication suspendue entre 1981 et 1992. |
| The Chaser (en)                | Australie                                                                       | Surry Hills (Sydney)                                                                | 1999             | 2005     | continue sous forme numérique de 2005 à 2015, puis reprend en version papier trimestrielle en 2015. |
| The Clinic (es)                | Chili                                                                           | Santiago                                                                            | 1998             | en cours | |
| ¡Cu-Cut!                       | Espagne (région Catalogne)                                                      | Barcelone                                                                           | 1902             | 1912     | est brièvement réapparu entre 1913 et 1914. |
| Cyrulik Warszawski (pl)        | Pologne                                                                         | Varsovie                                                                            | 1926             | 1934     | associé au cercle de poésie et littérature Skamander ; le titre peut se traduire par Le Barbier de Varsovie |
| Ad-Dabbour                     | Liban                                                                           | Beyrouth                                                                            | 1922             | en cours | site Ad-Dabbour |
| The Daily Mash                 | Royaume-Uni                                                                     |                                                                                     | 2007             | en cours | |
| Dikobraz (cs)                  | Tchécoslovaquie République tchèque (depuis 1993)                                |                                                                                     | 1945             | 1995     | depuis 1990 sous le nom Nový Dikobraz ; brève réactivation de 2004 à 2005 sous le nom Dikobraz a Zabaveno ; le titre Dikobraz signifie Porc-épic |
| Der Drache (de)                | Allemagne                                                                       | Leipzig                                                                             | 1919             | 1925     | |
| Düsseldorfer Monathefte        | Allemagne                                                                       | Düsseldorf                                                                          | 1847             | 1861     | |
| L'Éclipse                      | France                                                                          | Paris                                                                               | 1868             | 1876     | |
| Eulenspiegel                   | Allemagne                                                                       |                                                                                     | 1848             | 1853     | |
| L'Esquella de la Torratxa (en) | Espagne (région Catalogne)                                                      | Barcelone                                                                           | 1890             | 1939     | spin-off de La Campana de Gràcia. |
| Eulenspiegel                   | Allemagne                                                                       | Berlin                                                                              | 1954             | en cours | le seul magazine satirique de la RDA |
| Frischer Wind                  | SBZ/RDA                                                                         | Berlin                                                                              | 1946             | 1954     | précurseur du Eulenspiegel |
| Faking News (en)               | Inde                                                                            |                                                                                     | 2008             | en cours | |
| Figaro (de)                    | Autriche                                                                        | Vienne                                                                              | 1857             | 1919     | |
| Fliegende Blätter              | Allemagne                                                                       | Munich                                                                              | 1845             | 1944     | |
| Frank                          | Canada                                                                          |                                                                                     | 1987             | en cours | Publication interrompue de 2009 à 2012 |
| Francheinfo                    | France                                                                          | Sassangy                                                                            | 2019             | en cours | |
| Fun                            | Royaume-Uni                                                                     | Londres                                                                             | 1861             | 1901     | |
| Gırgır                         | Turquie                                                                         | Istanbul                                                                            | 1972             | 1989     | |
| Grönköpings Veckoblad (en)     | Suède                                                                           |                                                                                     | 1902             | en cours | |
| Hamburger Wespen               | Allemagne                                                                       | Hambourg                                                                            | 1862             | 1868     | |
| Hara-Kiri                      | France                                                                          | Paris                                                                               | 1960             | 1985     | réapparu brièvement en 1993 et en 2000. Un hebdomadaire supplémentaire fut publié entre 1969 et 1970. |
| Harvard Lampoon                | États-Unis                                                                      | Cambridge                                                                           | 1876             | en cours | |
| Help!                          | États-Unis                                                                      |                                                                                     | 1960             | 1965     | |
| Hosteni (en)                   | Albanie                                                                         | Tirana                                                                              | 1945             | en cours | publié mensuellement jusqu'en 1991, il devient trimestriel par la suite |
| Der Humorist (de)              | Autriche                                                                        | Vienne                                                                              | 1837             | 1926     | |
| El Jueves                      | Espagne                                                                         | Barcelone                                                                           | 1977             | en cours | |
| Karuzela (pl)                  | Pologne                                                                         | Łódź                                                                                | 1957             | 1992     | |
| Kikeriki (de)                  | Autriche                                                                        | Vienne                                                                              | 1861             | 1933     | |
| Kladderadatsch                 | Allemagne                                                                       | Berlin                                                                              | 1848             | 1944     | |
| Krokodil                       | Union des républiques socialistes soviétiques jusqu'en 1991, Russie aujourd'hui | Moscou                                                                              | 1922             | 2004     | depuis 2001 sous le titre Novyi Krokodil («Новый Крокодил») ; le seul magazine satirique dans le monde auquel a été dédiée une composition musicale : 5 romans d'amour sur des mots du magazine “Krokodil” («5 романсов на слова из журнала „Крокодил“») par Dmitri Chostakovitch (1965) ; le titre Krokodil signifie « Crocodile » |
| La Lune                        | France                                                                          | Paris                                                                               | 1865             | 1868     | |
| The Lemon Press (internet)     | Royaume-Uni                                                                     | York                                                                                | 2009             | en cours | |
| Leuchtkugeln                   | Allemagne                                                                       | Munich                                                                              | 1848             | 1851     | |
| Liberum Veto (pl)              | Pologne                                                                         | Cracovie                                                                            | 1903             | 1905     | |
| Mad                            | États-Unis                                                                      | New York                                                                            | 1952             | en cours | |
| Il Male                        | Italie                                                                          |                                                                                     | 1978             | 1982     | |
| Moskovskaya Komsomolka (en)    | Russie                                                                          |                                                                                     | 1999             | 2001     | |
| Mucha (pl)                     | Pologne                                                                         | Varsovie                                                                            | 1868             | 1952     | |
| Münchener Punsch (de)          | Allemagne                                                                       | Munich                                                                              | 1848             | 1871     | |
| Nebelspalter                   | Suisse                                                                          | Zurich Rorschach (à partir de 1921) Bâle (à partir de 1996) Horn (à partir de 1998) | 1875             | en cours | le deuxième plus vieux magazine satirique au monde, après The Yale Record (1872-maintenant) ; il fut interdit en Allemagne nazie |
| Noseweek (en)                  | Afrique du Sud                                                                  |                                                                                     | 1993             | en cours | |
| The Onion                      | États-Unis                                                                      | Chicago                                                                             | 1988             | en cours | |
| Pardon                         | Allemagne                                                                       |                                                                                     | 1962             | 1982     | |
| Der Postillon (en)             | Allemagne                                                                       | Fürth                                                                               | 2008             | en cours | |
| Private Eye                    | Royaume-Uni                                                                     |                                                                                     | 1961             | en cours | |
| Przegięcie Pały (pl)           | Pologne                                                                         |                                                                                     | 1988             | 1989     | fondé par Krzysztof Skiba en association avec Ruch Społeczeństwa Alternatywnego & Orange Alternative mouvements |
| Punch                          | Royaume-Uni                                                                     | Londres                                                                             | 1841             | 1992     | |
| Le Rasoir                      | Belgique                                                                        | Liège                                                                               | 1869             | 1889     | Journal satirique quinzomadaire fondé par Victor Lemaître |
| The Realist (en)               | États-Unis                                                                      | New York                                                                            | 1958             | 2001     | |
| Różowe Domino (pl)             | Pologne (sous partition autrichienne)                                           | Lwów (maintenant Lviv)                                                              | 1882             | 1890     | des tirages entiers ont souvent été confisqués par la censure de l'Autriche-Hongrie ; le titre signifie « Domino rose » |
| Simplicissimus                 | Allemagne                                                                       | Munich                                                                              | 1896             | 1944     | |
| Siné Mensuel                   | France                                                                          | Paris                                                                               | 2011             | en cours | il succéda à l'hebdomadaire Siné Hebdo publié de 2008 à 2010. |
| Spy                            | États-Unis                                                                      | New York                                                                            | 1986             | 1998     | |
| Süddeutscher Postillon         | Allemagne                                                                       | Munich                                                                              | 1882             | 1910     | |
| Svikmøllen (en)                | Danemark                                                                        |                                                                                     | 1915             | en cours | Le nom signifie « le cercle vicieux » |
| Szpilki (pl)                   | Pologne                                                                         | Varsovie (Łódź 1945 – 1947)                                                         | 1935             | 1994     | fondé par Eryk Lipiński et Zbigniew Mitzner ; la publication est suspendue lors de la Seconde Guerre mondiale entre septembre 1939 et mars 1945, et à nouveau durant quelques mois lors de la dictature du général Jaruzelski |
| The Phoenix (en)               | Irlande                                                                         | Dublin                                                                              | 1983             | en cours | |
| Teacher's Diary (en)           | Royaume-Uni                                                                     | Londres                                                                             | 2004             | 2004     | dérivé de brève durée de Private Eye |
| Towfiq (de)                    | Iran                                                                            | Téhéran                                                                             | 1923             | 1971     | Du nom de son fondateur, Mohamed Ali Towfiq. L'hebdomadaire satirique est interdit après le coup d'État de 1955 , et l'arrestation de son fondateur ; il reparait en 1959 sous la direction de ses neveux, et est de nouveau censuré et banni en 1971                                                                               |
| Titanic                        | Allemagne                                                                       | Francfort-sur-le-Main                                                               | 1979             | en cours | |
| Ulenspiegel (de)               | Allemagne                                                                       | Berlin                                                                              | 1945             | 1950     | |
| Ulk                            | Allemagne                                                                       | Hambourg                                                                            | 1872             | 1933     | |
| Il Vernacoliere                | Italie                                                                          | Livourne                                                                            | 1982             | en cours | |
| Der wahre Jacob                | Allemagne                                                                       | Stuttgart                                                                           | 1879             | 1933     | |
| Watzmann                       | Autriche                                                                        |                                                                                     | 1982             | 1985     | |
| Weekly World News              | États-Unis                                                                      | Los Angeles et New York                                                             | 1979             | 2007     | |
| Wiadomości Brukowe (pl)        | Pologne (sous domination russe)                                                 | Wilno (aujourd'hui Vilnius)                                                         | 1816             | 1822     | fermé par la censure de l'Empire russe ; diffusé sous le manteau comme Bałamut jusqu'à 1836 ; un des plus vieux magazines satiriques au monde ; le titre Wiadomości Brukowe veut dire « Nouvelles du caniveau » |
| The Yale Record (en)           | États-Unis                                                                      | New Haven                                                                           | 1872             | en cours | |